# Pont d'Unha
Pont d'Unha és un pont del poble d'Unha, al municipi de Naut Aran (Vall d'Aran) inclosa en l'Inventari del Patrimoni Arquitectònic de Catalunya.

## Descripció
El pont d'Unha seria de tradició antiga, atès que aprofita com a seient dos esperons que encaixen el riu d'Unhola. És, per tant, un pont d'un sol ull, amb arc de mig punt resolt a partir de fines dovelles, i els estreps bastits amb un aparell força regular, ben escairat, rejuntat i col·locat en filades paral·leles -com s'observa per la banda de migdia-. L'alçada fins al nivell de l'aigua resulta considerable.
No s'observa cap rengle de forats per sostenir la cintra, i hem de suposar que el perfil superior sempre fou pla.
Aigües avall s'observen diverses construccions sense caràcter que tindrien a veure amb la molineria.

## Història
El riu Unhola és de cabal reduït i es tracta d'un afluent, per la dreta, de la Garona.
El Pont Viader de sobre, ja es documentà l'any 1273. El qüestionari de Francisco de Zamora, a la resposta nombre vuit, ens informa que l'Unhola tenia dos ponts, un de pedra i un altre de fusta, sense pontatge, el 1789.